# Willie Scott
Wilhelmina „Willie” Scott – fikcyjna postać z uniwersum Indiany Jonesa, pojawiła się w filmie Indiana Jones i Świątynia Zagłady. Tancerka i piosenkarka w szanghajskim klubie, później towarzyszka Indiany. Zagrała ją Kate Capshaw.

## Wygląd i charakter
Bardzo piękna kobieta o blond włosach, niebieskozielonych oczach i długich paznokciach. Wiecznie niezadowolona, rozkapryszona, wrzeszcząca histeryczka, która nienawidzi przyrody i zwierząt. Wiązało się z nią większość zabawnych scen w drugiej części Indiany Jonesa.

## Życiorys
Jej dziadek był magikiem-iluzjonistą (realistycznym – znał sztuczki udające magię, nie prawdziwe zaklęcia), nosił króliki w kieszeni i gołębie w rękawie aby uszczęśliwiać dzieci. Zmarł w biedzie, jako nędarz.
Pracuje w klubie nocnym chińskiego bandyty, Lao Che, usiłującego zabić Jonesa. Następnie Indiana ją porwał. Trafili do indyjskiej dżungli, gdzie kobieta była zmuszona pomagać Jonesowi i jego młodemu przyjacielowi – Chińczykowi, Shortowi Roundowi – w odzyskaniu kamieni Sankhary. Gdy dotarli do pałacu Pankot natychmiast wystroiła się jak księżniczka, ale straciła humor, kiedy zobaczyła jedzenie składające się z samych nieprzyjemnych rzeczy. Później, w sypialni Willie, odkryli tajemne przejście prowadzące do świątyni Kali. Tam zostali schwytani. Indy wypił krew Kali i stał się sługą Mola Rama, Shorty pracował w kamieniołomie, a Willie miała być ofiarą dla bogini Kali. Gdy zaczęto spuszczać żelazną ramę (do której przykuto Willie) do lawy, Short Round uwolnił się i ocucił Indy’ego. Uratowali Willie, a później dzieci w kamieniołomie. Uciekli ze świątyni wagonikami, ale ludzie Mola Rama zaczęli ich ścigać. Sam kapłan czekał na nich na moście. Indy przeciął sznury przytrzymujące most i Mola Ram wpadł do rzeki pełnej krokodyli. Indy zwrócił kamień do wioski, a później pocałował Willie.